# Gnathophylloides robustus
Gnathophylloides robustus is een garnalensoort uit de familie van de Gnathophyllidae. De wetenschappelijke naam van de soort is voor het eerst geldig gepubliceerd in 1973 door Bruce.